# Aizpea Goenaga
Aizpea Goenaga Mendiola (San Sebastián, Guipúzcoa, 26 de noviembre de 1959) es una actriz y directora de cine española. Fue directora del Instituto Vasco Etxepare, el instituto de la lengua y la cultura vasca entre el año 2009 y 2016. Forma parte de una conocida dinastía de actrices y actores vascos, Aizpea es tía de la también actriz Bárbara Goenaga,  hija de la actriz Juani Mendiola Barkaiztegi y hermana del artista Juan Luis Goenaga.

## Filmografía

### Como actriz de cine
- Obaba (2005)
- Semen, una historia de amor (2005)
- Yoyes (2000)
- Carretera y manta (2000)
- Sí, quiero... (1999)
- Pecata minuta (1999)
- El ataque del hombre mochila (1997)
- Cuestión de suerte (1996)
- Adiós Toby, adiós (1995)
- La gente de la Universal (1991)
- El invierno en Lisboa (1991)
- Santa Cruz, el cura guerrillero (1991)
- Ander eta Yul (1989)
- El polizón del Ulises (1987)

### Como actriz de televisión
- Bi eta bat (2012)
- Hospital Central (2004)
- El comisario (2000)
- Teilatupean (2000)
- Goenkale (2000)
- Hermanas (1998)
- Periodistas
- Jaun ta jabe
- Nire familia eta beste animalia batzuk
- Duplex (1993)
- Bi eta bat
- Beni eta Marini
- Hau da A.U.
- Bai Horixe

### Como directora
- Sukalde kontuak (2009)
- Zeru Horiek (2006)
- Duplex (1993)

## Premios
- En 2011 recibió el Premio Simone de Beauvoir de la Muestra de Cine Realizado por Mujeres.[4][5]